# Каркаре Сен Кроа
Каркаре Сен Кроа (фр. Carcarès-Sainte-Croix) насеље је и општина у југозападној Француској у региону Аквитанија, у департману Ланд која припада префектури Дакс.
По подацима из 2011. године у општини је живело 496 становника, а густина насељености је износила 31,86 становника/km². Општина се простире на површини од 15,57 km². Налази се на средњој надморској висини од 34 метара (максималној 74 m, а минималној 14 m).

## Демографија
| 1962. | 1968. | 1975. | 1982. | 1990. | 1999. | 2011. |
| ----- | ----- | ----- | ----- | ----- | ----- | ----- |
| 400   | 405   | 379   | 407   | 426   | 434   | 496   |

График промене броја становника у току последњих година